# Apollodórosz (építész)

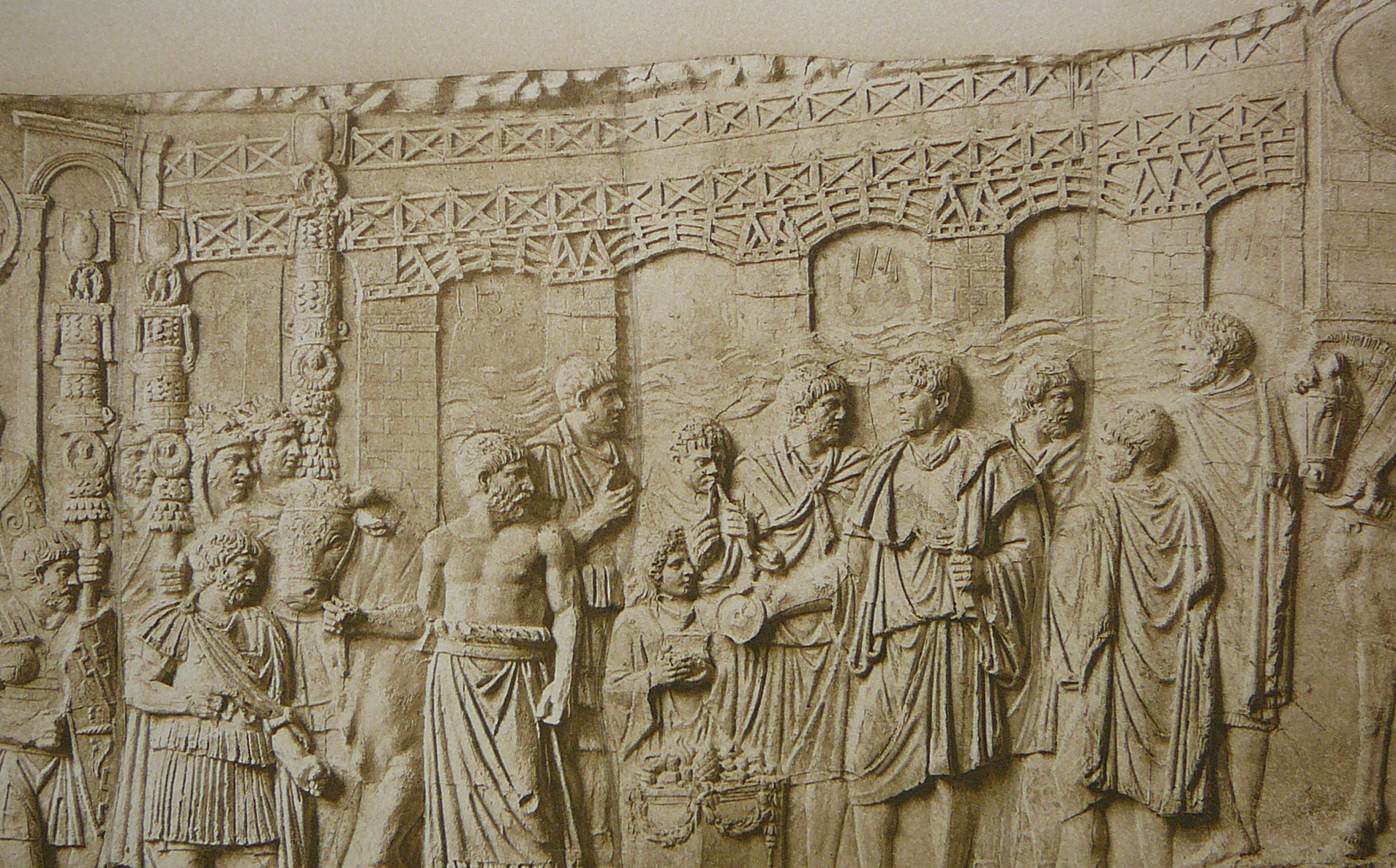
Részlet a Traianus-oszlopról, Apollodórosz az áldozatot bemutató Traianus mögött áll

Apollodórosz, Damaszkuszi Apollodórosz, Apollodoros Damascenus (Kr. u. 2. század első fele) római kori építész, hadmérnök.

## Élete
Traianus, majd Hadrianus vezető építésze, a korai római császárkor egyik nagy hatású építésze volt. Traianus hadjáratainak műszaki közreműködőjeként Drobetánál, a Vaskapu-szoros alatt, megépítette a faszerkezetű dunai hidat (104–105). Ezt a Traianus-oszlop is megörökíti. Jelentős római építészeti alkotása: az odeum, a circus, a gymnasium, a forum Traiani (Traianus fóruma, 107–113), Traianus vásárcsarnoka, a Mercati di Traiano, és valószínűleg ő építette át a római Pantheont. Építészeti stílusára a monumentalitás, bizonyos hellenisztikus, keleti és római elemek vegyítése jellemző. Később – talán a császárt bíráló kijelentései miatt – kegyvesztett lett Hadrianusnál, aki száműzetésbe küldte, majd kivégeztette.